# 滨海槭
滨海槭（学名：Acer sino-oblongum）为槭树科槭属下的一个种。

## 扩展阅读
維基物種上的相關：滨海槭